# 定鼎门

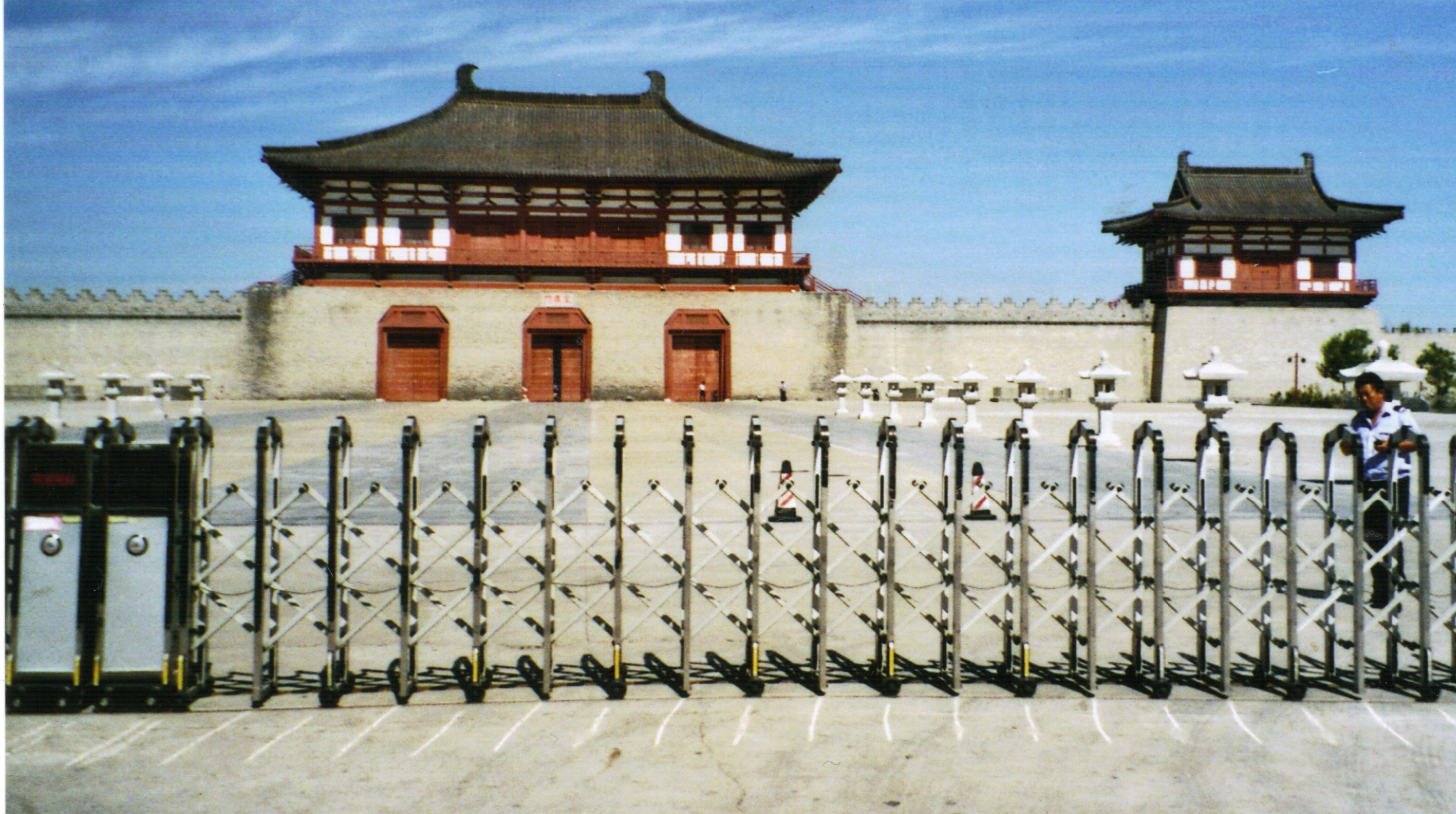
复建后的定鼎门

定鼎门是隋唐时期洛阳城外城的正门，原门至北宋末年，逐渐废弃并消失。2009年原址复建新门，位于古代洛阳城的中轴线上。该门隋朝时被称为建国门，唐代改名为定鼎门。定鼎门由隋炀帝建设东都洛阳时营建，之后，定鼎门相继被唐、后梁、后唐、后周和北宋等朝代做为正门使用，使用时间总计达530年之久，是古代中国使用时间最长的都城城门，现已经成为世界文化遗产。定鼎门遗址经发掘发现，具有独一无二的“一”字型门阙，整个城门由墩台、飞廊、东西两阙构成，东西长达143米，可以想象当初定鼎门的雄伟。

如今，在定鼎门的遗址上建设了一座隋唐洛阳城定鼎门遗址博物馆，博物馆分为地下一层和地上一层，共两层。地上层的建筑由仿唐城门，城台、城墙、城楼、阙楼等组成，地下一层为遗址展示区。